# Pierre Bulliard
Jean Baptiste François Pierre Bulliard (Aubepierre-sur-Aube (Haute-Marne), 24 de novembro 1752 – Paris, 26 de setembro de 1793) foi um médico e botânico francês.